# Gobierno Regional de Huánuco
El Gobierno Regional de Huánuco es el órgano con personalidad jurídica de derecho público y patrimonio propio, que tiene a su cargo la administración superior del departamento de Huánuco, Perú, y cuya finalidad es el desarrollo social, cultural y económico. Tiene su sede en la capital regional, la ciudad de Huánuco.
Está constituido por el Gobernador Regional y el Consejo regional.

## Gobernador regional
Desde el 1 de enero de 2023 el órgano ejecutivo está conformado por:
- Gobernador Regional: Antonio Pulgar Lucas
- Vicegobernador Regional: Juan Sivori Paredes Ríos

## Gerencia regional
Desde el 1 de enero de 2023 el órgano administrativo está conformado por:
- Gerencia General Regional: Percy Reáegui Picón
- Gerencia Regional de Planeamiento, Presupuesto y Acondicionamiento Territorial: César Euclides Bernardo Hilario
- Gerencia Regional de Infraestructura: Daniel Mallqui Estacio
- Gerencia Regional de Desarrollo Económico: Ronald Acuña Sobrados
- Gerencia Regional de Desarrollo Social: Vilma Vilcas Melchos
- Gerencia Regional de Recursos Naturales y Gestión Ambiental: Arthur Javier Antonio Arce Saavedra

## Consejo regional
El consejo regional es un órgano de carácter normativo, resolutivo y fiscalizador, dentro del ámbito propio de competencia del Gobierno Regional, encargado de hacer efectiva la participación de la ciudadanía regional y ejercer las atribuciones que la Ley Orgánica de Gobiernos Regionales del Perú respectiva le encomienda.
Está integrado por 19 consejeros elegidos por sufragio universal en votación directa, de cada una de las 11 provincias del departamento. Su periodo es de 4 años en sus cargos. 

### Listado de consejeros regionales
| #  | Provincia       | Provincia     | Partido                     | Consejero                  |
| -- | --------------- | ------------- | --------------------------- | -------------------------- |
| 1  |                 | Ambo          | Huánuco Primero Avanza País | Carlo Esteban Esther Lucas |
| 2  |                 | Dos de Mayo   | Avanza País                 | Vidal Ruben                |
| 2  | Mi Buen Vecino  | Dos de Mayo   | Amadeo Reymundez            |                            |
| 3  |                 | Huacaybamba   | Avanza País                 | Rafael Cespedes            |
| 4  |                 | Huamalíes     | Avanza País                 | Ricardo Wellingthon        |
| 4  | Mi Buen Vecino  | Huamalíes     | Nicolas Nieves              |                            |
| 5  |                 | Huánuco       | Mi Buen Vecino              | Elizabeth Justianino       |
| 5  | Huánuco Primero | Huánuco       | Kandy Vargas                |                            |
| 5  | Avanza País     | Huánuco       | Olchese Tarazona            |                            |
| 6  |                 | Lauricocha    | Huánuco Primero             | Olinda Tacuchi             |
| 7  |                 | Leoncio Prado | Avanza País                 | Manuel Rosales             |
| 7  | Mi Buen Vecino  | Leoncio Prado | Milagros Beraun             |                            |
| 8  |                 | Marañón       | Huánuco Primero             | Dante Tarazona             |
| 9  |                 | Pachitea      | Cambiemos X HCO             | Roy Kenedy                 |
| 9  | Huánuco Primero | Pachitea      | Eliel Escobal               |                            |
| 10 |                 | Puerto Inca   | Huánuco Primero             | Lester Lopez               |
| 10 | Mi Buen Vecino  | Puerto Inca   | Juan Paredes                |                            |
| 11 |                 | Yarowilca     | Huánuco Primero             | Alfredo Isidro             |
| 11 | Mi Buen Vecino  | Yarowilca     | Rocio Isla                  |                            |